# برج منایل
برج منایل (به عربی: برج منایل) یک شهرداری در الجزایر است که در استان بومرداس واقع شده‌است. برج منایل ۶۴٬۸۲۰ نفر جمعیت دارد.